# Leucorchestris arenicola
Espèce
Synonymes
- Leucorchestris kochi Lawrence, 1965

Leucorchestris arenicola est une espèce d'araignées aranéomorphes de la famille des Sparassidae.

## Distribution
Cette espèce est endémique de Namibie. Elle se rencontre vers Gobabeb

## Description

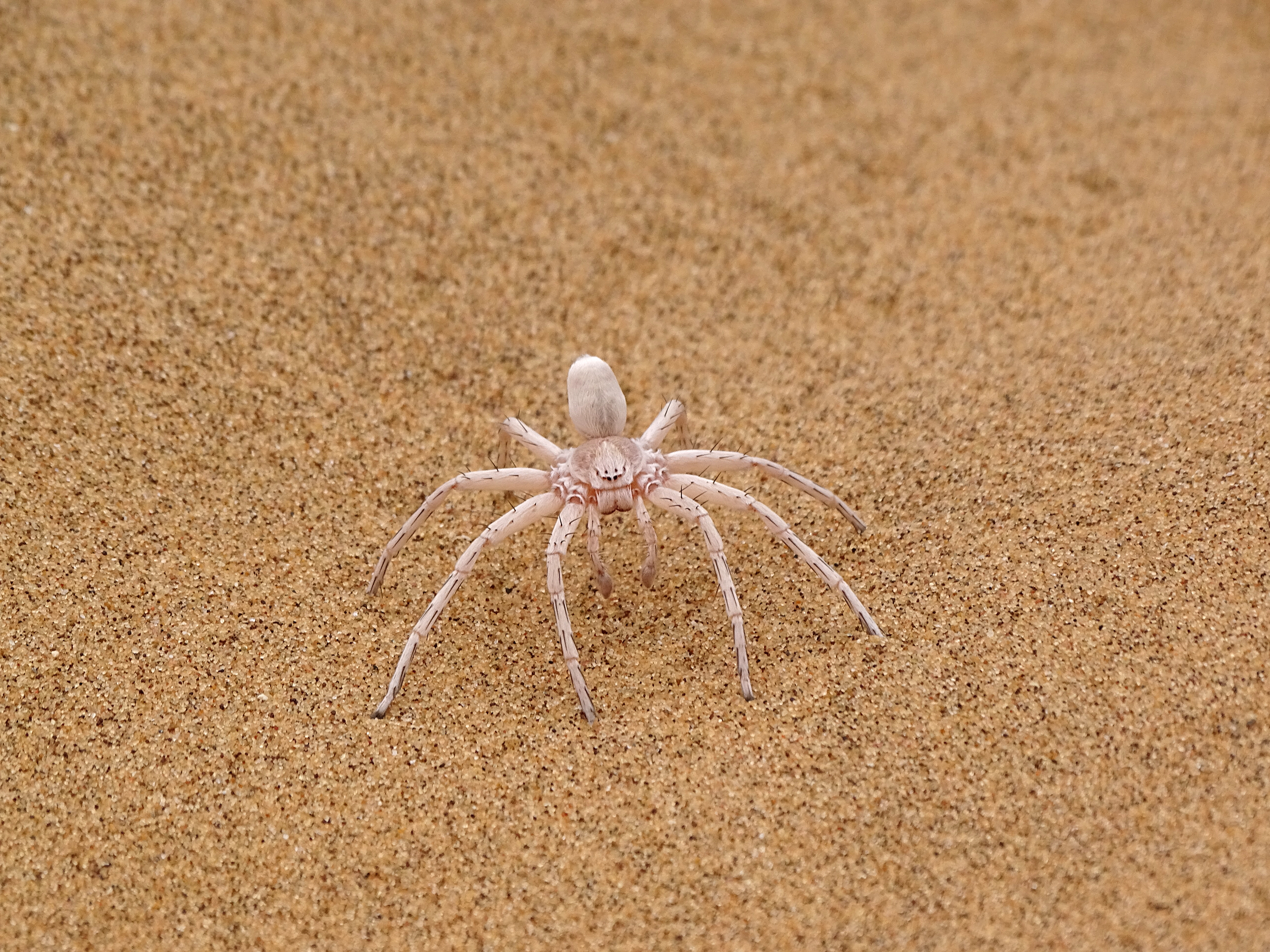
Leucorchestris arenicola

La femelle subadulte holotype mesure 27 mm.

## Publication originale
- Lawrence, 1962 : Spiders of the Namib desert. Annals of the Transvaal Museum, vol. 24, p. 197-211 (texte intégral).